# Jak-36

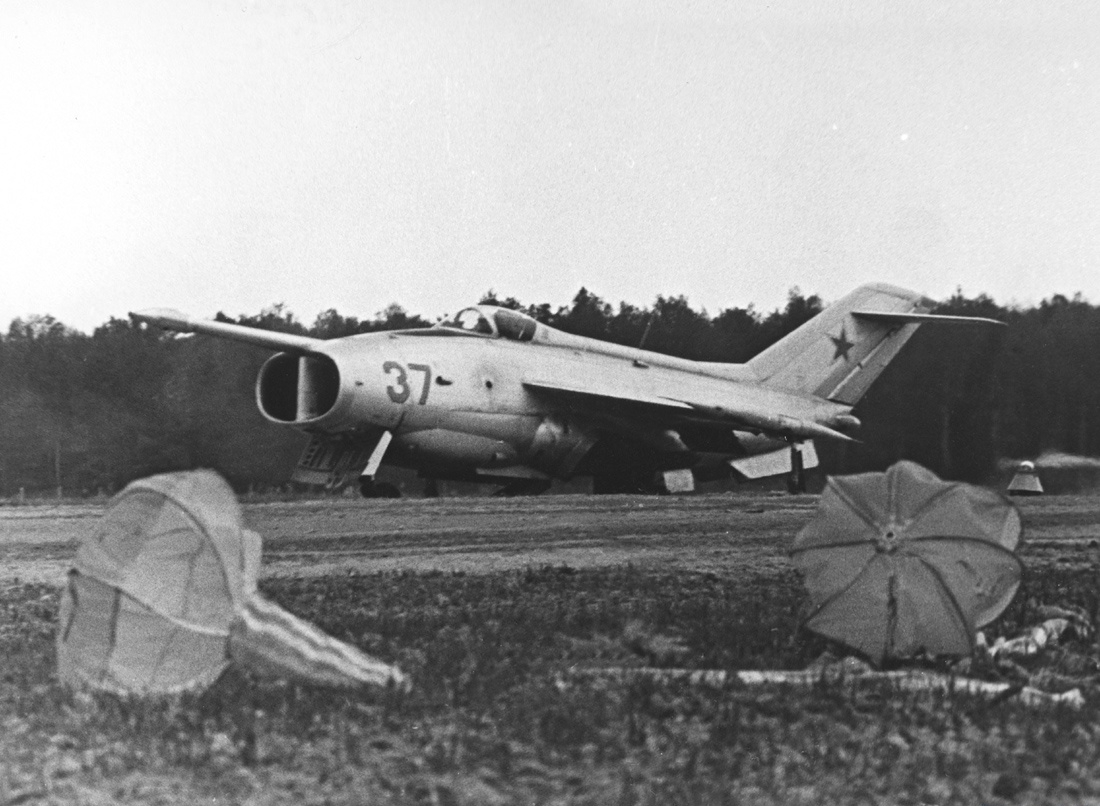
Trzeci protoptyp Jaka-36

Jak-36 (ros. Як-36) – radziecki odrzutowy samolot myśliwsko-szturmowy pełniący rolę demonstratora technologii pionowego startu i lądowania (VTOL).
Samolot został skonstruowany w biurze OKB Jakowlewa jako odpowiedź na brytyjski projekt Kestrel. W kodzie NATO Jak-36 oznaczony był jako Freehand. Zbudowano ogółem 12 egzemplarzy tego typu. Jego następca Jak-36M był już zupełnie nową konstrukcją, która weszła do produkcji pod oznaczeniem Jak-38 (bywa mylony z Jak-36).
Samolot wyposażony był w dwa silniki startowo-marszowe o zmiennym wektorze ciągu. Konstrukcja samolotu: metalowa półskorupowa z podwoziem trójkołowym chowanym w locie. Jak-36 nie posiadał stałego uzbrojenia.

## Literatura
- Jefim Gordon. Jak-38. Przegląd konstrukcji lotniczych 4/94. ISSN 1230-2953.
- Władimir Własow. Pionowo!. Skrzydlata Polska 3/1994. ISSN 0137-866X.
- Władimir Własow. Pionowo! cz. II. Skrzydlata Polska 4/1994. ISSN 0137-866X.